# نام دوك-وو
نام دوك-وو (22 أبريل 1924 - 18 مايو 2013) سياسي كوري جنوبي ورئيس وزراء الثاني عشر لكوريا الجنوبية من 1980 إلى 1982. 

## سيرته
ولد نام دوك-وو في 22 أبريل 1924 في غوانغجو إحدى ضواحي سول آنذاك. بعد حصوله على بكالوريوس الآداب في العلوم السياسية عام 1950 من جامعة كوكمين، عمل في بنك كوريا. وفي عام 1954 ، واصل دراسته الأكاديمية وحصل على درجة الماجستير في الاقتصاد من جامعة سول الحكومية في عام 1956 ثم حاز على شهادة دكتوراه في الاقتصاد من جامعة أوكلاهوما في الولايات المتحدة الأميركية في 1960. 

مارس التعليم الجامعي في سول، ولا سيما في جامعة سوغانغ التابعة للآباء اليسوعيين. عيّن بعد ذلك مستشارًا في مصرف كوريا للتنمية، ثم عضوًا في مجلس الاقتصاد والعلوم. أصبح وزيرًا ماليًا في 1969، ونائبًا لرئيس الحكومة ووزيرًا للتخطيط في 1974. وقد اضطلع في تلك الحقبة بدور أساسي في تطوير الاقتصاد الكوري وإنما من خلال فتح الأبواب أمام التوظيفات الأجنبية حتى لُقِّب بصانع المعجزة الاقتصادية.

استقال من الحكم في 1978، وفي 22 سبتمبر 1980 كلّفه الرئيس الكوري شون تو-هوان بتشكيل الحكومة، فعاد إلى تأليف حكومة تكنوقراطيين لمواجهة وضع اجتماعي واقتصادي متأزّم. انتهى حكمه في 4 يناير 1982.

وشغل نام منصب الرئيس الدولي لمجلس التعاون الاقتصادي لمنطقة المحيط الهادئ (PECC) من 1983 إلى 1985. وتنقّل في عدة مناصب حتى عام 2013 كان آخره مستشارًا في المؤسسة التعاونية الصناعية بجامعة الصناعة.

توفي نام دوك-وو في 18 مايو 2013 في عاصمة كوريا الجنوبية سول أثر سرطان الخصية عن عمر يناهز 89 عامًا. 